# From the Fire
I From the Fire sono un gruppo AOR statunitense, formato nel 1992 con l'aiuto del produttore e compositore Jean Beauvoir.

## Il primo ed unico disco
L'unico lavoro del gruppo si chiama Thirty Days and Dirty Nights e secondo il parere di critici ed esperti del settore è uno degli ultimi lavori di AOR statunitense. Il disco è composto di 9 canzoni, tra le quali spiccano l'ammiccante Spark and Flame (cantata in duetto con Theresa Straley degli Harrow), la cover di Beauvoir Same Song, e la ballata Take my Heart. 
Il disco è molto raro in formato CD, mentre in LP è più facile da trovare.

## Formazione
- J.D. Kelly - voce, tastiere
- Tommy Lafferty - chitarra
- Thaddeus Castanis - basso
- Paul Morris - tastiere
- Michael Sciotto Batteria